# دامون ليندلوف
دامون لورنس ليندلوف (بالإنجليزية: Damon Lindelof) كاتب تلفزيوني أمريكي من مواليد 24 أبريل 1973 في تينيك بولاية نيوجيرزي، شارك في كتابة وإنتاج المسلسل الأمريكي لوست.

## روابط خارجية
- دامون ليندلوف على موقع IMDb (الإنجليزية)
- دامون ليندلوف على موقع ألو سيني (الفرنسية)
- دامون ليندلوف على موقع ميوزك برينز (الإنجليزية)
- دامون ليندلوف على موقع أول موفي (الإنجليزية)
- دامون ليندلوف على موقع بوكس أوفيس موجو (الإنجليزية)
- دامون ليندلوف على موقع قاعدة بيانات الفيلم (الإنجليزية)